# Lysiphlebus utahensis
Lysiphlebus utahensis är en stekelart som först beskrevs av Smith 1944.  Lysiphlebus utahensis ingår i släktet Lysiphlebus och familjen bracksteklar. Inga underarter finns listade i Catalogue of Life.